# LSI Logic

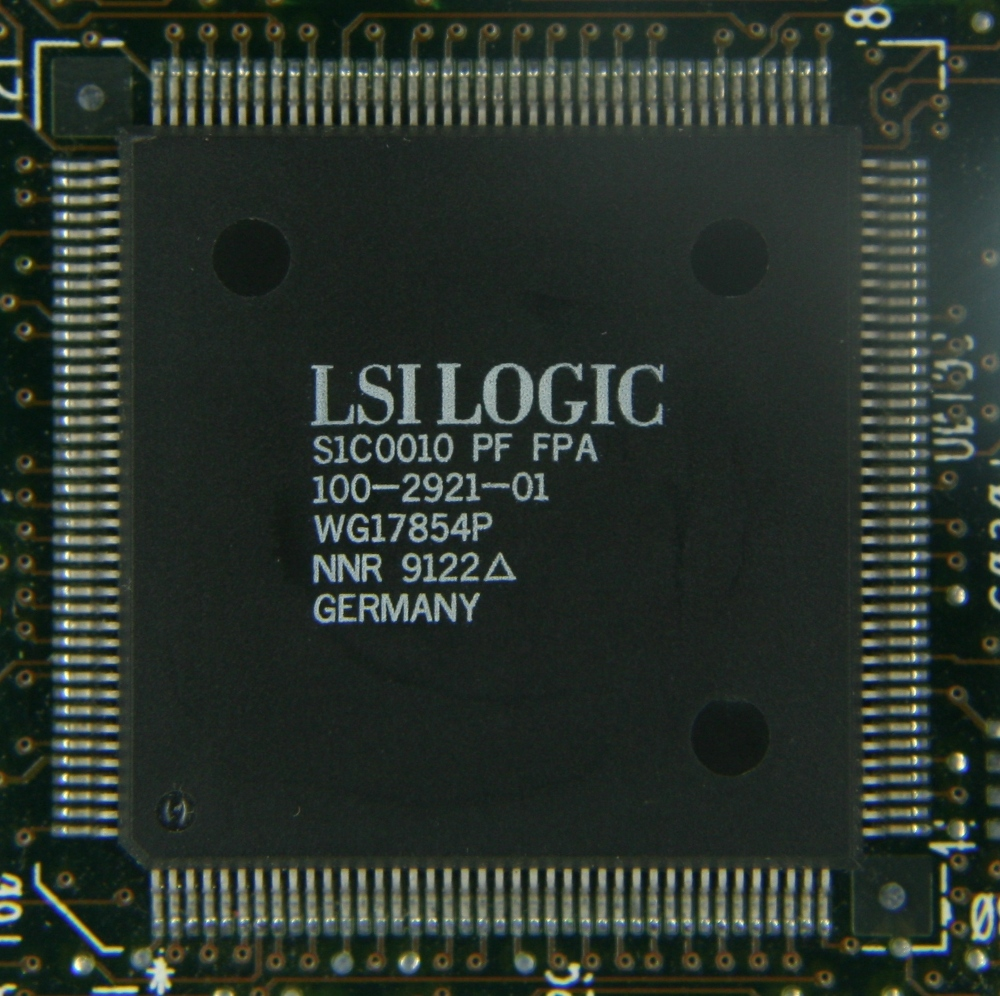
Composant LSI Logic.

LSI Logic est une entreprise américaine fondée en 1981 spécialisée dans les semi-conducteurs et les systèmes de stockage informatique. Elle est basée à Milpitas, en Californie. L'entreprise comptait 4 300 employés et avait un chiffre d'affaires de 2,5 milliards de $ en 2012.

## Histoire
En décembre 2013, Avago acquiert LSI pour 6,6 milliards de dollars.